# Bolitoglossa mombachoensis
La salamandra de Mombacho (Bolitoglossa mombachoensis) es una especie de salamandras en la familia Plethodontidae.
Es endémica del volcán Mombacho, Nicaragua.
Su hábitat natural son bosques húmedos tropicales o subtropicales a baja altitud, los montanos húmedos tropicales o subtropicales y zonas previamente boscosas ahora muy degradadas.
Está amenazada de extinción debido a la destrucción de su hábitat.
Esta salamandra se puede encontrar mayormente de noche y raras veces de día durmiendo cerca de orquídeas o helechos, su comportamiento no ha sido bien documentado por lo que se sabe poco de ella.